# الفقر في إفريقيا

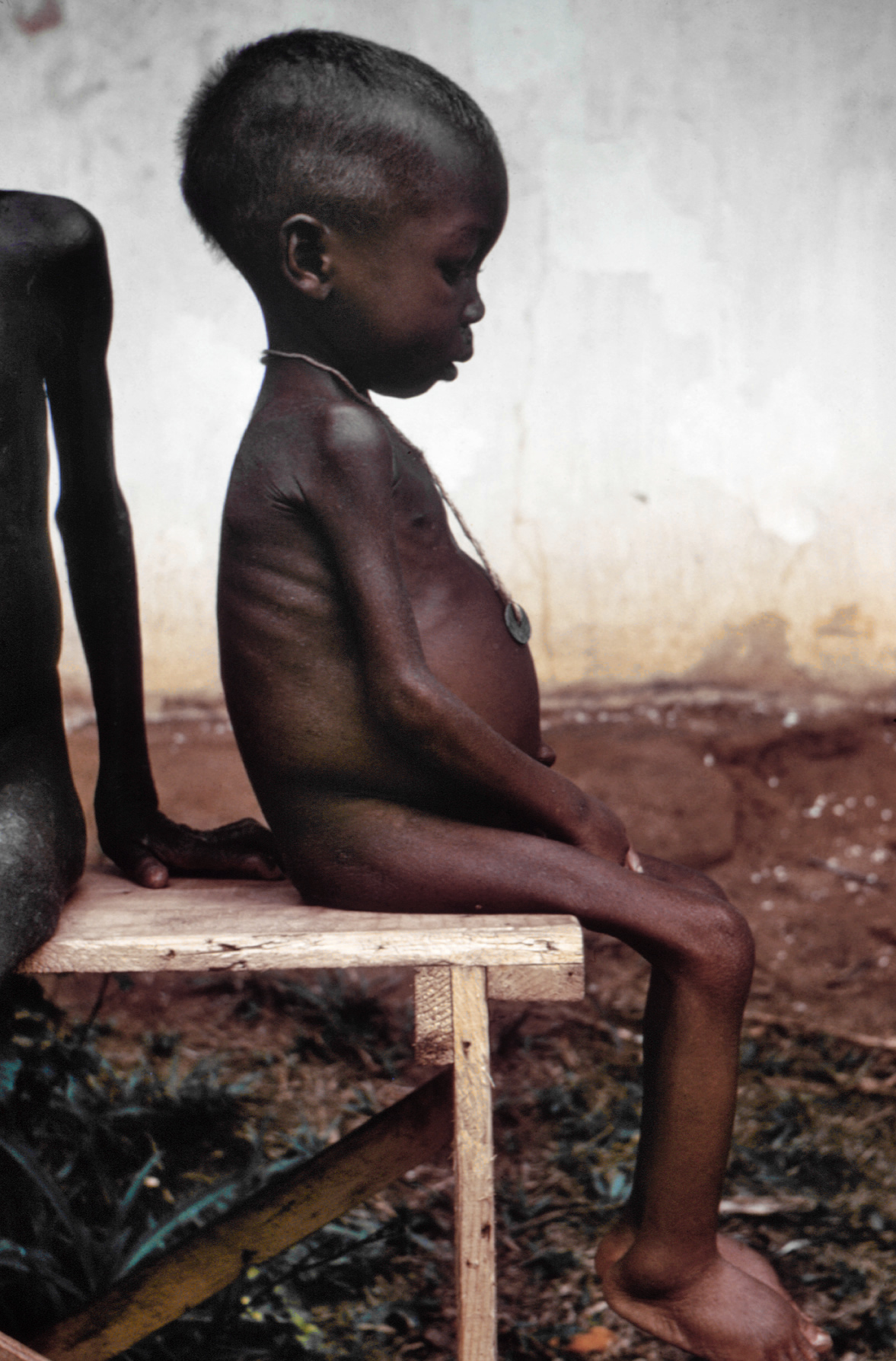

الفقر في إفريقيا هو عبارة عن عدم توفير ما يلزم لتلبية الاحتياجات الإنسانية الأساسية لبعض الناس في إفريقيا. فالدول الإفريقية تقع عادة في أسفل أي قائمة تقيس الأنشطة الاقتصادية صغيرة الحجم، مثل نصيب الفرد من الدخل أو نصيب الفرد من الناتج المحلي الإجمالي، على الرغم من ثروة الموارد الطبيعية. وقد حُددت 22 دولة من بين 24 دولة في عام 2009 على أنها (منخفضة التنمية البشرية) على مؤشر الأمم المتحدة للتنمية البشرية في منطقة جنوب الصحراء الكبرى في إفريقيا.
وكانت 34 دولة من الدول الخمسين المدرجة على قائمة الأمم المتحدة لأقل البلدان نموًا في عام 2006 موجودة في إفريقيا. يقل نصيب الفرد من الناتج المحلي الإجمالي في العديد من الدول عن 5200 دولار أمريكي سنويًا، حيث يعيش الغالبية العظمى من السكان على أقل بكثير مما ذُكر (وفقًا لبيانات البنك الدولي، كانت جزر سيشيل هي الدولة الإفريقية الوحيدة التي يزيد نصيب الفرد فيها من الناتج المحلي الإجمالي عن 10000 دولار أمريكي سنويًا بحلول عام 2016).
وبالإضافة إلى ذلك، ظلت حصة إفريقيا من الدخل تنخفض باستمرار على مدى القرن الماضي بكل مقياس. ففي عام 1820، كان متوسط معيشة العامل الأوروبي يكسب نحو ثلاثة أضعاف ما كان يفعله متوسط معيشة المواطن الإفريقي. والآن يكسب المتوسط الأوروبي عشرين ضعف ما يجنيه المتوسط الإفريقي. وعلى الرغم من أن نصيب الفرد من الدخل في الناتج المحلي الإجمالي في إفريقيا آخذ أيضًا في النمو المطرد، فإن المقاييس لا تزال أفضل بكثير في أجزاء أخرى من العالم.

## سوء إدارة موارد الأرض
رغم وجود الكميات الكبيرة من الأراضي الصالحة للزراعة في جنوب الصحراء الكبرى، فإن الأراضي الصغيرة والفردية نادرة. إذ تخضع الأرض في العديد من الدول لملكية قَبَلية، وتكون معظم الأراضي في دول أخرى غالبًا في أيدي أحفاد المستوطنين الأوروبيين في أواخر القرن التاسع عشر وأوائل القرن العشرين. على سبيل المثال، وفقًا لتقرير شبكة الأنباء الإنسانية (إيرين) لعام 2005، فإن نحو 82% من الأراضي الصالحة للزراعة في جنوب إفريقيا مملوكة لأناس منحدرين من أصل أوروبي. فالعديد من الدول تفتقر إلى نظام حرية امتلاك الأرض.
وفي بلدان أخرى، تمنع القوانين الناس من الفئات المحرومة من امتلاك الأرض على الإطلاق. وعلى الرغم من تجاهل هذه القوانين في كثير من الأحيان، ومن بيع الأراضي إلى الفئات المحرومة، فإن حق ملكية الأراضي غير مضمون. وعلى هذا فإن الأفارقة الريفيين نادرًا ما يملكون سندات ملكية واضحة لأراضيهم ويضطرون إلى البقاء كعمال زراعيين. الأراضي غير المستخدمة وفيرة ولكنها في كثير من الأحيان ملكية خاصة. فمعظم البلدان الإفريقية لديها نظم سيئة جدًا لتسجيل الأراضي، مما يجعل عمليات الاستيلاء على الأراضي وسرقة الأراضي أمرًا شائعًا. وهذا من شأنه أن يجعل الحصول على قروض رهن عقاري أو قروض مماثلة أمرًا بالغ الصعوبة، وذلك لأن ملكية العقارات كثيرًا ما لا يمكن إنشاءها بما يرضي الممولين.
إن هذا النظام كثيرًا ما يعطي ميزة لمجموعة إفريقية أصلية على مجموعة أخرى وليس فقط للأوروبيين على الأفارقة. فعلى سبيل المثال، يؤمل أن يؤدي إصلاح الأراضي في زمبابوي إلى نقل الأراضي من ملاك الأراضي الأوروبيين إلى مزارعي الأسر. بل نجحت بدلاً من ذلك في إحلال الروابط بين الأفارقة الأصليين والحكومة بالنسبة للأوروبيين، الأمر الذي أدى إلى حرمان قسم كبير من السكان. وبسبب هذا التعسف، سُحبت المعونة الأجنبية التي كانت موجهة لشراء الأراضي. (انظر إصلاح الأراضي في زيمبابوي).
ومن الناحية التاريخية، كانت هذه البرامج قليلة وبعيدة عن بعضها، مع تركيز قدر كبير من المعونة الأجنبية على جمع المحاصيل النقدية والمزارع الكبيرة بدلًا من المزارع العائلية.
وليس هناك توافق في الآراء بشأن الاستراتيجية المثلى لاستخدام الأراضي في إفريقيا. وقد أشارت الدراسات التي أجرتها الأكاديمية الوطنية للعلوم إلى وجود وعد كبير في الاعتماد على المحاصيل المحلية كوسيلة لتحسين الأمن الغذائي في إفريقيا. ويشير تقرير صادر عن الحصاد في المستقبل إلى أن النباتات العلف المستخدمة تقليديًا تظهر نفس الوعد.
دعم وجهة نظر مختلفة هو مقال ظهر في مجلة إدارة التكنولوجيا الزراعية والاقتصاد أغبيو فورم «AgBioForum» والذي يشير إلى أن المزارعين من أصحاب الحيازات الصغيرة استفادوا بشكل كبير من خلال زراعة مجموعة متنوعة معدلة وراثيًا من الذرة. وفي نفس السياق، هناك مقال يناقش استخدام المحاصيل غير التقليدية للتصدير ينشر كجزء من إجراءات الندوة التي عقدتها جامعة بوردو.

## الموارد البشرية
كثيرًا ما أدى توافر اليد العاملة الرخيصة على نطاق واسع إلى إدامة السياسات التي تشجع عدم كفاءة الممارسات الزراعية والصناعية، مما جعل إفريقيا أكثر فقرًا. على سبيل المثال، لاحظ الكاتب ب. ج. أورورك في رحلته إلى تنزانيا في كتابه التخلص من الأغنياء بأن الحصى قد أًنتجت باستخدام اليد العاملة (عن طريق سحق الصخور باستخدام أدوات)، فحيثما كان في جميع الأماكن الأخرى تقريبًا في العالم يقوم بنفس العمل بتكاليف أقل وبكفاءة أعلى بكثير. وقد استخدم تنزانيا كمثال على دولة ذات موارد طبيعية ممتازة وكانت مع ذلك من بين أفقر الدول في العالم.
والتعليم مشكلة رئيسية أيضًا، حتى في الدول الغنية. فمعدلات الأمية مرتفعة رغم أن نسبة كبيرة من الأفارقة يتحدثون لغتين على الأقل، وهناك عدد منهم يتكلم ثلاث لغات (لغتهم الأصلية عمومًا، ولغة مجاورة أو تجارية، ولغة أوروبية). إن التعليم العالي يكاد يكون نادرًا جدًا، رغم أن بعض الجامعات في مصر وجنوب إفريقيا تتمتع بسمعة ممتازة. غير أن بعض الدول الإفريقية تعاني من ندرة الاشخاص الحاصلين على درجات جامعية، كما أن الدرجات المتقدمة نادرة في معظم المناطق. وعلى هذا فإن القارة تفتقر في أغلبها إلى العلماء والمهندسين بل وحتى المعلمين. إن المحاكاة الساخرة الظاهرية لعمال الإغاثة الذين يحاولون تعليم اللغة الإنجليزية للمتكلمين بثلاث لغات ليست غير صحيحة بالكامل.
وكانت جنوب إفريقيا في ظل الفصل العنصري -أبارتايد- مثال ممتاز على كيفية زيادة تدهور الحالة المعاكسة. وكان السكان السود في وقت سابق يرغبون في تعلم اللغة الإنجليزية (رأى السود في جنوب إفريقيا أن هذه الطريقة هي وسيلة لتوحيد أنفسهم وهم يتحدثون عدة لغات محلية مختلفة).

## الأمراض
تنشأ أكبر معدلات الوفيات في إفريقيا من أمراض يمكن الوقاية منها تنتقل عن طريق المياه، وهي أمراض تؤثر على الرضع والأطفال الصغار أكثر من أي فئة أخرى. والسبب الرئيسي وراء هذه الأمراض هو أزمة المياه الإقليمية، أو الافتقار إلى مياه الشرب الآمنة النابع في المقام الأول من الخلط بين مياه الصرف الصحي وإمدادات مياه الشرب.
وقد أولي اهتمام كبير لانتشار الإيدز في إفريقيا. إذ يموت 3000 إفريقي كل يوم بسبب الإيدز ويصاب 11000 آخرين. يُعالج منهم أقل من 1% بالفعل. ولكن حتى مع انتشار مرض الايدز على نطاق واسع (حيث قد تقترب معدلات الإصابة من 30% بين السكان الناشطين جنسيًا)، والعدوى القاتلة مثل فيروس الإيبولا، فهناك أمراض أخرى أكثر إشكالية.
في الواقع، إن الوضع مع الإيدز يتحسن في بعض البلدان مع انخفاض معدلات الإصابة، وتندر الوفيات الناجمة عن الإيبولا. ومن ناحية أخرى، فإن الأمراض التي كانت شائعة ذات يوم ولكنها الآن غير معروفة تقريبًا في أغلب بلدان العالم الصناعي، مثل الملاريا والسل والشريطيات الحقيقية والزحار، كثيرًا ما تسفر عن سقوط عدد أكبر كثيرًا من الضحايا وخاصة بين الشباب. وقد عاد شلل الأطفال مؤخرًا بسبب المعلومات المضللة التي انتشرت في نيجيريا بين الجماعات الإسلامية المناهضة لأميركا. كما أن الأمراض التي تصيب إفريقيا مثل مرض النوم، تقاوم محاولات القضاء عليها أيضًا.